# Kaziramihunda (periodiskt vattendrag)
Kaziramihunda är ett periodiskt vattendrag i Burundi.   Det ligger i provinsen Bururi, i den sydvästra delen av landet, 70 kilometer söder om huvudstaden Bujumbura.
I omgivningarna runt Kaziramihunda växer huvudsakligen savannskog. Runt Kaziramihunda är det ganska tätbefolkat, med 120 invånare per kvadratkilometer.